# Királyhegyi Pál
Királyhegyi Pál (Budapest, Erzsébetváros, 1900. december 27. – Budapest, 1981. augusztus 7.) magyar író, újságíró, humorista, forgatókönyvíró. Az USA-ban, angol nyelvterületen használt álneveː Paul King.

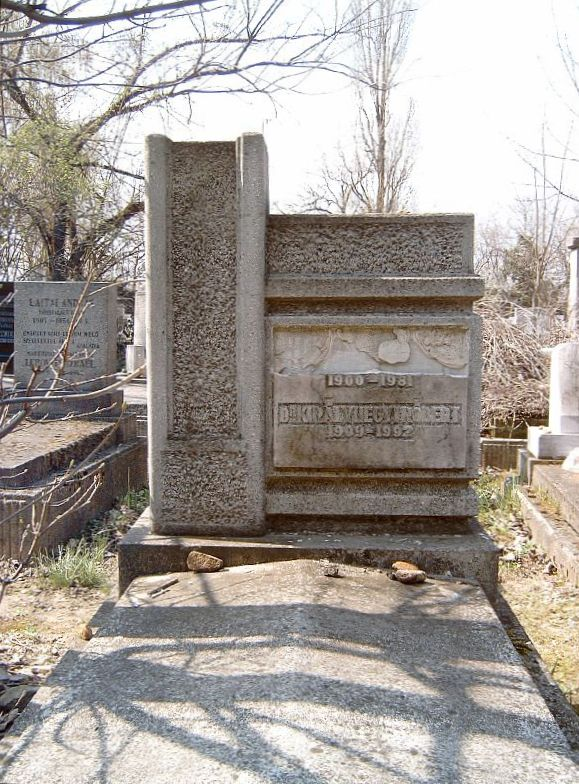
Királyhegyi Pál sírja Budapesten. Kozma utcai izraelita temető A-18-17

Meglehetősen alacsony ember (150 cm) és nagy humorista volt.

## Élete

### Családja
Budapesten, a VII. kerületben született zsidó családban Királyhegyi Jenő (1873–1956) és Királyhegyi Jenőné Himmler (más írásváltozatban Himler) Berta (1871–1943) gyermekeként. Öccse dr. Királyhegyi Róbert (1909–1992), orvos. Anyai nagybátyja Himler Márton.

### Fiatalkora
Budapesten a Horánszky utcai reáliskolába járt, ahol osztálytársával, Kálnay Ferenccel szerkesztette a Diákhumor című hetilapot, amelyet a tanári kar a tanárokat ért kritikák miatt hamarosan betiltott. A rajztanárral való nézeteltérése miatt végül átkerült a Belvárosi Reálba, ahol 1918-ban érettségizett. 
A Magyarországi Tanácsköztársaság idején a honvédelem érdekében beállt a Vörös Hadseregbe, a 28-as rohamszázadba került, a Tanácsköztársaság bukása miatt azonban harcolni már nem volt lehetősége.

### Felnőttként
Horthy Budapestre való bevonulása után nem kívánt Magyarországon maradni, így elhatározta, hogy az Amerikai Egyesült Államokba emigrál. Egy ismerősével együtt Bécsbe ment, majd Triesztbe utaztak tovább. „Trieszt: gyönyörű. Triesztszag, csigaszag, halszag, tengerszag. Mindenféle jó szagok voltak, csak nem volt egy vasunk sem, és ezért hol éheztünk, hol koplaltunk, felváltva.” Mivel a kikötővárosban ekkoriban több tízezer munkanélküli volt, Királyhegyiék nemigen találhattak munkát. Barátja végül hazament, Királyhegyi azonban kitartott elképzelése mellett, mivel Amerikában élt rokona, nagybátyja, Himler Márton. Egy helyi kocsmában megismerkedett Vidor Károly színésszel, akivel egy ideig együtt lakott, és dolgozott, előbb megismerkedési helyükön, majd a tengerparton hordárként. Megismerkedtek egy magyar tiszttel, aki egy Amerikába tartó hajó fenekén elrejtette őket. A közel egy hónapos út után megérkeztek New Yorkba.
Az Amerikai Egyesült Államokban volt pincér, liftesfiú, nyúlbőrgyári munkás, banki alkalmazott, és magyar nyelvű újságokba írta cikkeit. Alkalmi munkákból élt. Statisztált Hollywoodban, majd forgatókönyveket írt.
1931-ben tért haza. A Pesti Napló munkatársa lett. Cikkei emellett – többek között – a Színházi Életben, a Pesti Naplóban és az Új Időkben jelentek meg. 1938–1941 között Angliában élt, a Daily Telegraphnál dolgozott.
1944-ben deportálták Auschwitzba.

„...és hamarosan repültem hazafelé, sürgős volt az utam, nehogy lekéssem az auschwitzi gyorsot.”

– K.P.

Két év munkaszolgálat után belerúgott egy német katona, és beleesett az épp ásott gödörbe: 

„Na tudja mit? Most lett elegem az egészből.”

– K.P.

Az 1950-es években Moszkvába feladott híres távirata:

„JOOSZIF VISSZARIONOVICS SZTAALIN STOP MOSZKVA STOP A RENDSZER MEGBUKOTT STOP KEZDJEEK ELOELROEL STOP KIRAALYHEGYI”

1945-ben térhetett haza. 1946-tól a budapesti kabaréknak írt jeleneteket. Humoreszkjei a Ludas Matyiban és a Képes Figyelőben jelentek meg. 1951-ben kitelepítették Adácsra. 1952-től a pesti kabaré újra játszotta jeleneteit. 1956-ban Amerikába ment, később visszatért hazájába, és 1981-ben Budapesten halt meg.

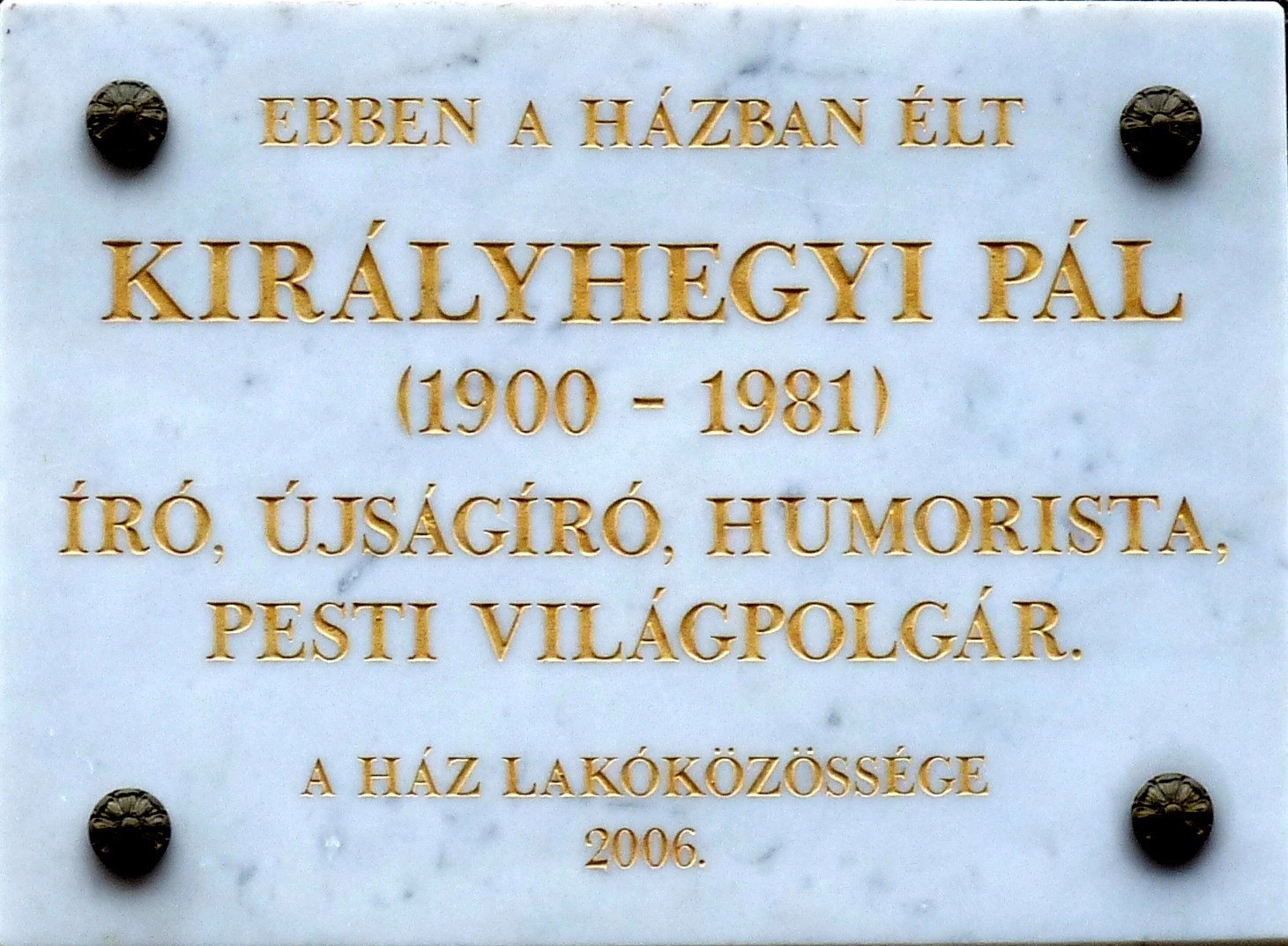
Budapest, VII. Hársfa utca 40.

## Könyvei
- Paul King: Greenhorn. Novel; Macaulay Company, New York, 1932
- Az idegen. Regény; Athenaeum, Bp., 1934
- Női szeszély. Novellák; Athenaeum, Bp., 1937
- A férfi jön-megy. Regény; Nova, Bp., 1937
- Gyógyítható szerelem; Literária, Bp., 1940 (Világvárosi Regények 786.)
- Judit bűne; Literária, Bp., 1941 (Világvárosi regények 823.)
- Chicago királya; Literária, Bp., 1941 (Világvárosi regények 854.)
- Tartozik – követel; Literária, Bp., 1941 (Világvárosi regények 858.)
- Jim magánélete; Literária, Bp., 1941 (Világvárosi regények 869.)
- Lilian mestersége; Literária, Bp., 1941 (Világvárosi regények 879.)
- Gályarabság; Literária, Bp., 1941 (Világvárosi regények 887.)
- Minden a pénz?; Literária, Bp., 1941 (Világvárosi regények 893.)
- A becsület nem szégyen; Kaland, Bp., 1941
- Ötezer dollár jutalom. Regény; Szemes, Bp., 1942
- Egy lány elindul...; Hellas, Bp., 1946
- A gengszterek nem nőnek az égig; Szikra, Bp., 1947 (Forintos regény)
- Mindenki nem halt meg; Globus, Bp., 1947
- Az ígéretek földje; Magyar Könyvbarátok Kultúregyesülete, Bp., 1947 (Forintos regény)
- Maud Courtney mestersége; Szikra Ny., Bp., 1947 (Forintos regény)
- A lejtőn – felfelé; Szikra Ny., Bp., 1948 (Forintos regény)
- A ház közbeszól. Regény; Szikra Ny., Bp., 1957 (Vasárnapi regények)
- Hogyan szerezzünk ellenségeket?; Szépirodalmi Könyvkiadó, Bp. 1970
- Ami sürgős, az ráér; Szépirodalmi, Bp., 1972
- Csak te és ők; Szépirodalmi Könyvkiadó, Bp., 1974. ISBN 963-150-147-7
- Első kétszáz évem; Gondolat, Bp., 1979. ISBN 963 280 777 4
- Négyszemközt önmagammal; Szépirodalmi Könyvkiadó, Bp., 1980. ISBN 963-151-716-0
- A gengszterek nem nőnek az égig és más füzetes regények; utószó Föld S. Péter; K. u. K., Bp., 2002 (Unikum könyvek) ISBN 963-938-438-0
- Ami sürgős, az ráér; szerk., előszó Torda István; Jövendő, Bp., 2005 ISBN 963-865-083-4
- Nem fér a bőrébe. Novellák, karcolatok; szerk. Ács Eleonóra; K.u.K., Bp., 2016 ISBN 9789634034827
- A becsület nem szégyen. Nyolc füzetes regény; K.u.K., Bp., 2017
- Kinyomozom a szemüvegemet. Kiadatlan írások 1945–1981; K.u.K., Bp., 2018

## Filmjei
- Felfelé a lejtőn (1958)
- Hogyan viseljük el szerelmi bánatunkat?!...[2] (1975)
- Első kétszáz évem c. önéletrajzi könyvéből Maár Gyula készített filmet (1985).

## Bon mot
Állítólag tőle származik:
„Akinek van humora, mindent tud. Akinek nincs, mindenre képes.”

### Nyomtatott anyag
- Gulyás Pál: Magyar írók élete és munkái I–XIX. Magyar Könyvtárosok és Levéltárosok Egyesülete, Bp. 1939–2002
- Humorlexikon. Szerk. Kaposy Miklós. Tarsoly Kiadó, Bp. 2001
- Kortárs magyar írók 1945-1997. Bibliográfia és fotótár. Szerk. F. Almási Éva. Enciklopédia Kiadó, Bp. 1997
- Kortárs magyar írók kislexikona 1959-1988. Főszerk. Fazakas István. Magvető, Bp. 1989
- Magyar filmlexikon. Szerk. Veress József. Magyar Nemzeti Filmarchivum, Bp. 2005
- Nagy Csaba: A magyar emigráns irodalom lexikona. Argumentum Kiadó-Petőfi Irodalmi Múzeum és Kortárs Irodalmi Központ, Bp. 2000
- Magyar irodalmi lexikon. Főszerk. Benedek Marcell. Akadémiai Kiadó, Bp. 1963–1965
- Magyar Nagylexikon. Főszerk. Élesztős László. Akadémiai Kiadó, Bp. 1993–
- Révai Új Lexikona. Főszerk. Kollega Tarsoly István. Babits, Szekszárd. 1996–
- Új magyar életrajzi lexikon. Főszerk. Markó László. Magyar Könyvklub, Bp. 2002
- Új magyar irodalmi lexikon. Főszerk. Péter László. Akadémiai Kiadó, Bp. 1994
- Zsidó síremlékek Budapesten. Szerk. Haraszti György. Nemzeti Kegyeleti Bizottság, Bp. 2004
- Vasváry Ödön: Lincoln's Hungarian Heroes. Lincoln magyar hősei. Amerikai Magyar Református Egyesület, Washington. 1939

## Online anyag
- Kling József: Hazajött Londonból, hogy elérje az utolsó auschwitzi gyorsot. Archiválva 2017. május 3-i dátummal a Wayback Machine-ben Origo. (A hozzáférés ideje: 2016. december 30.)
- Királyhegyi Pál: Királyhegyi Pál nem fér a bőrébe. Haladás, 2. (1946: 15. sz.) 6.
- Kisantal Tamás: Kész kabaré. Királyhegyi Pál: Első kétszáz évem. Jelenkor, 58. (2015: 11. sz.) 1262-1268.